# Finske søområde
Finske søområde (finsk: Järvi-Suomi, svensk: Insjöfinland ) er den største af de fire landskabsregioner, hvor Finlands geografi er opdelt.
Det kuperede, skovdækkede landskab på søplateauet er domineret af drumlins og af lange bugtede åse. Begge er rester efter de kontinentale gletsjere, der trak sig tilbage for omkring 10.000 år siden .
Sølandets bassiner stammer fra kombinationen af forvitring og erosion og bevægelser i grundfjeldet . Den erosion, der lavede depressionerne, opstod før og under de kvartære istider. Erosion langs brud har skabt lineære indløb mellem søerne.

## Afgrænsning
Distriktet indtager det meste af det centrale og østlige Finland og er afgrænset mod syd af Salpausselkä-ryggene. Disse højderygge er randmoræner, der skaber et netværk af tusinder af søer adskilt af bakket skovklædt landskab.
Søområdet forvandles til det kystnære Finland-distrikt mod vest og nordvest og er afgrænset af højlandet Finland mod nord.
Sølandskabet fortsætter mod øst og strækker sig ind i Rusland (Karelske næs og Republikken Karelija).

## Søer
Selve søerne omfatter ca. 25% af Finske søområde. Meget af området er skovklædt og har en lav befolkningstæthed. Byerne i regionen er Imatra, Joensuu, Jyväskylä, Kuopio, Lappeenranta, Mikkeli, Pieksämäki, Savonlinna og Varkaus. Da sejlads i tidligere tider udgjorde hovedtransportformen, ligger byområder ofte ved søbredden, lejlighedsvis selv på øer eller halvøer, f.eks. Varkaus, Savonlinna og Kuopio. Søerne har ofte ekstremt indviklede kystlinjer og består af flere næsten separate strækninger af åbent vand (selkä ) forbundet med smalle sunde. Således kan de forbinde store områder langs kyster og deres bagland.
Da der ikke findes nogen fast definition af, hvad der udgør en sø, og der ikke findes procedurer til optælling af antallet af søer, har det været umuligt at fastslå, hvor mange søer regionen har. Der er dog mindst 55.000 søer, der har en bredde der er over 200 meter.
Hvis sø er defineret som et omfang af stående vand større end 500 kvadratmeter, så er der 187.888 søer i Finland.
Den største er Saimaa-søen, som med et overfladeareal på mere end 4.400 kvadratkilometer, er den fjerde største naturlige ferskvands sø i Europa. Selve Saimaa-søen indeholder 5.484 øer, og antallet af øer i den større Saimaa-region ( finsk: Suur-Saimaa ) når op til 13.710.  Den dybeste sø, Päijänne, har en maksimal dybde på 95,3 meter; dybden af den gennemsnitlige sø er 7 meter. Fordi de er lavvandede, indeholder disse mange søer kun lidt mere vand end Finlands årlige nedbør.
Saimaa-kanalen forbinder Saimaa-søen med Vyborg-bugten ved Den Finske Bugt, Østersøen. En anden forbindelse til Østersøen er Vuoksi-floden, der løber fra Saimaa til Ladoga-søen, hvorfra vandet efterfølgende strømmer gennem Neva-floden ind i Den Finske Bugt og omgår Salpausselkä.
Päijänne-søen er den næststørste sø i Finland, som løber ud i Den Finske Bugt via Kymi-floden, og som bruges som drikkevandstilførsel til Helsinki .